# Augustendorf (Friesoythe)
Augustendorf ist ein Ortsteil der Stadt Friesoythe mit 221 Einwohnern (Stand 31. Dezember 2023).
1816 bekamen Heuerleute von der Regierung des Großherzogtums Oldenburg die Erlaubnis, sich auf dem Gebiet des heutigen Augustendorf niederlassen zu dürfen. Auf Bitten der Siedler wurde 1819 genehmigt, den Ort nach dem damaligen oldenburgischen Erbprinzen und späteren Großherzog Paul Friedrich August benennen zu dürfen.
Bis 1933 und von 1948 bis 1974 gehörte Augustendorf als Ortsteil bzw. Bauerschaft zur Gemeinde Markhausen (bis 1933 im Amt Friesoythe), seit 1933/1939 im Amt/Landkreis Cloppenburg, 1933 bis 1948 und seit 1974 zur Stadt Friesoythe.